# فرانك إس. بلير
فرانك إس. بلير (بالإنجليزية: Frank S. Blair)‏ هو محامي أمريكي، ولد في 1839، وتوفي في 14 يناير 1899.